# Argentine aux Jeux olympiques d'été de 1972
L'équipe olympique argentine participe aux Jeux olympiques d'été de 1972 à Munich. Elle y remporte une médaille : une en argent, se situant à la trente-troisième place des nations au tableau des médailles. Le cavalier Carlos Delía est le porte-drapeau d'une délégation argentine comptant 92 sportifs (88 hommes et 4 femmes).